# Giovanni Francesco Guidi di Bagno-Talenti
Giovanni Francesco Guidi di Bagno-Talenti (* 23. Januar 1720 in Mantova; † 13. Januar 1799 in Rom) war ein italienischer Geistlicher.

## Leben
Giovanni Francesco Guidi di Bagno-Talenti – nicht zu verwechseln mit dem Kardinal Giovanni Francesco Guidi di Bagno (1578–1641), einem älteren Verwandten – wurde am 23. Januar 1720 als Sohn des Marchese Ferdinando di Bagno und seiner Frau Polissena Albicini in eine adlige Familie aus Mantua geboren. Sein Onkel Antonio Guidi di Bagno war dort von 1719 bis 1761 Bischof. Schon als Kind für die kirchliche Laufbahn bestimmt, wurde er am 14. Juni 1733 – im Alter von 13 Jahren – zum Priester geweiht. Aus nicht bekannten Gründen wurde die Weihe am 1. April 1752 wiederholt.
Als Votant an der Apostolischen Signatur und Kanoniker am Petersdom (San Pietro in Vaticano) wurde er am 13. März 1775 zum Titularerzbischof von Myra ernannt. Die Bischofsweihe spendete ihm am 25. März 1775 Kardinal Henry Benedict Stuart; Mitkonsekratoren waren Stefano Evodio Assemani, Titularerzbischof von Apamea in Syria dei Maroniti, und José Maria Sisto y Britto CR, Bischof von Sora. Am 22. September 1795 ernannte ihn Papst Pius VI. zum Lateinischen Patriarchen von Antiochia.